# Fronteras de Guatemala
Las fronteras de Guatemala son las fronteras internacionales que comparte con cuatro naciones:
- México
- Honduras
- Belice (Línea de adyacencia)
- El Salvador

A lo largo de su historia, Guatemala ha sido objeto de una serie de disputas territoriales con sus vecinos, derivadas en gran parte de la ausencia de una definición de sus fronteras antes de la independencia. Guatemala está situada en la zona central de Centroamérica. En las regiones más densamente pobladas a lo largo de las fronteras hay vallas para prevenir la inmigración ilegal. Las áreas cercanas a las fronteras con Guatemala experimentan altas tasas de criminalidad. El área de Centroamérica, en particular la zona fronteriza con Guatemala, está catalogada como uno de los lugares más peligrosos del mundo.

## Frontera Guatemala-México
Durante casi 60 años después de la independencia de Guatemala, la frontera entre Guatemala y México fue objeto de una disputa territorial entre los dos países. En particular, Guatemala reclamó Chiapas (especialmente Soconusco dentro de ese estado). Esta disputa se resolvió en 1882 mediante un acuerdo entre los dos países tras las negociaciones en Nueva York.
En 1958, estalló un breve conflicto entre los dos países como resultado de los cruces fronterizos ilegales. La frontera entre Guatemala y México es también una importante estación de paso en la ruta para los migrantes que huyen de Centroamérica y se dirigen hacia los Estados Unidos.

## Frontera Guatemala-Honduras
La frontera entre Guatemala y Honduras fue objeto de una disputa territorial desde la independencia de Guatemala. En 1930, se firmó un acuerdo entre los dos países en Washington para resolver su disputa mediante arbitraje. La disputa se resolvió finalmente mediante un laudo unánime en 1933.

## Controversia Guatemala-Belice
Belice y Guatemala han tenido una disputa fronteriza de larga data, con Guatemala reclamando parte del territorio de Belice.

## Frontera Guatemala-El Salvador
Durante la guerra civil de El Salvador, el gobierno guatemalteco estaba principalmente preocupado por el riesgo de conflicto e inestabilidad que se extendía por la frontera entre los dos países. Esto se debió a la huida de refugiados del conflicto por la frontera hacia Guatemala.